# Тамзара
Тамзара (арм. Թամզարա, греч. Τάμζαρα) или Танзара (арм. Թանզարա) — армянская и понтийская греческая народная песня-пляска. Известна также как Батола (арм. Բատոլա) или Патула (греч. Πατούλα).

## Этимология
Название танца происходит от названия ранее армянонаселённого одноимённого села Тамзара в Турции (ил Сивас, район Шебинкарахисар).

## Исполнение танца
Существуют разные варианты армянской песни-пляски с музыкальными размерами 4/4, 5/4, 7/8, 9/8. Они были записаны этнографами у жителей Алашкерта, Сасуна, Васпуракана, Севана, Агина, Талина, Артика, Александрополя (Гюмри), Карса и Амшена. Понтийская греческая разновидность имеет музыкальный размер 9/8.
В 1930-х годах 17 вариантов армянской Тамзара были записаны известным этнографом Србуи Лисициан. Танец был также записан В. Аристакесяном.

## Слова
Բատոլա ջան, բատոլա,

Շաքար, շարբաթ, բատոլա:

Բատոլա ջան, բատոլա,

Շաքար, շարբաթ, բատոլա:

Սարերը կապույտ ծաղիկ,

Բատոլա ջան, բատոլա,

Քո յարը մաղիկ-մաղիկ,

Շաքար, շարբաթ, բատոլա:

Սարի կատարը նով է,

Բատոլա ջան, բատոլա,

Յարդ քեզնից խռով է,

Շաքար, շարբաթ, բատոլա:
(«Батола», сборник «Армянские народные песни и танцы» Татула Алтуняна, Ереван, 1958)